# Municipio de Vernon (condado de Wright)
El municipio de Vernon (en inglés: Vernon Township) es un municipio ubicado en el condado de Wright en el estado estadounidense de Iowa. En el año 2010 tenía una población de 103 habitantes y una densidad poblacional de 1,1 personas por km².

## Geografía
El municipio de Vernon se encuentra ubicado en las coordenadas 42°35′49″N 93°34′18″O / 42.59694, -93.57167. Según la Oficina del Censo de los Estados Unidos, el municipio tiene una superficie total de 93.56 km², de la cual 93,5 km² corresponden a tierra firme y (0,06 %) 0,05 km² es agua.

## Demografía
Según el censo de 2010, había 103 personas residiendo en el municipio de Vernon. La densidad de población era de 1,1 hab./km². De los 103 habitantes, el municipio de Vernon estaba compuesto por el 94,17 % blancos, el 5,83 % eran de otras razas. Del total de la población el 12,62 % eran hispanos o latinos de cualquier raza.